# Hot Issue (EP)
Hot Issue es el segundo EP de la boy band de Corea del Sur Big Bang, fue lanzado el 22 de noviembre de 2007 bajo el sello YG Entertainment y logró la venta de más de 100 000 copias, G-Dragon el líder del grupo, produjo y escribió la letra de todas las canciones de Hot Issue, el EP tiene diferentes ritmos trance, hip-hop y melodías pop, además tiene arreglos con sintetizadores. La canción "Crazy Dog" cuenta con un sample de la canción "In My Fantasy" de la banda "Seo Tai Ji & Boys" y "But I Love U" también de la canción "Rhu of Redd Holt Unlimited" de "Paula".
La canción "Last Farewell (마지막 인사)" estuvo encabezando las listas de popularidad durante 8 semanas consecutivas por la venta de más de 5 millones de descargas digitales, por lo cual ha ganado varios premios incluyendo canción del mes en Cyworld Digital Music Awards, adicionalmente fue la canción de cierre del Big Bang Alive Galaxy Tour antes del encore.

## Canciones
| N.º | Título                         | Letras   | Música                          | Arreglos       | Duración |  |
| 1.  | «Intro (Hot Issue) (con CL)»   | G-Dragon | G-Dragon                        | Brave Brothers | 1:23     |  |
| 2.  | «Fool» (바보)                  | G-Dragon | G-Dragon                        | Brave Brothers | 3:46     |  |
| 3.  | «But I Love U» (solo G-Dragon) | G-Dragon | G-Dragon, S-Kush                | S-Kush         | 4:15     |  |
| 4.  | «I Don't Understand»           | G-Dragon | Choi Pil Kang                   | Choi Pil Kang  | 4:06     |  |
| 5.  | «Crazy Dog»                    | G-Dragon | G-Dragon, Brave Brothers, Perry | Brave Brothers | 3:40     |  |
| 6.  | «Last Farewell» (마지막 인사)  | G-Dragon | G-Dragon, Brave Brothers        | Brave Brothers | 3:52     |  |